# L'Éclair

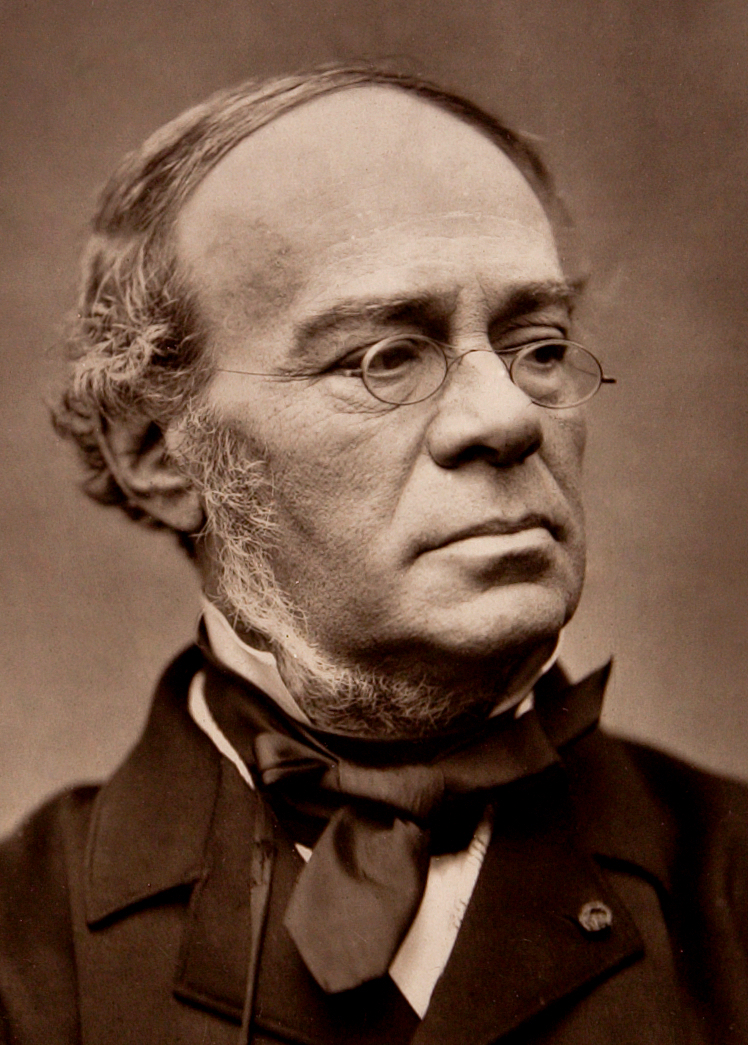
Fromental Halévy

L'Éclair är en opéra comique i tre akter med musik av Jacques Fromental Halévy och libretto av Jules-Henri Vernoy de Saint-Georges.
L'Éclair hade premiär på Opéra-Comique i Paris den 16 december 1835; Jacques Offenbach spelade cello i orkestern. Operan togs väl emot och Halévy kom i den ovanliga situationen att ha två samtida succéer i Paris (den andra var hans stora grand opera-mästerverl La Juive).
Den sattes upp i USA den 16 februari 1837 på Théâtre d'Orléans i New Orleans. Operan förblev populär under 1800-talet (Emma Calvé sjöng den 1885) och den har satts upp i modern tid. Några av ariorna (däribland tenorarian 'Quand de la nuit') har spelats in.

## Personer
| Roller        | Stämma | Premiärbesättning 16 december 1835 (Dirigent: Henri Valentino) |
| ------------- | ------ | -------------------------------------------------------------- |
| George        | tenor  | Joseph-Antoine-Charles Couderc                                 |
| Henriette     | sopran | Amélie Miro-Camoin                                             |
| Lyonel        | tenor  | Jean-Baptiste Chollet                                          |
| Madame Darbel | sopran | Félicité Pradher, född More                                    |

## Handling
Plats: Samtida Boston
Tid: 1797
Engelsmannen George och amerikanen Lyonel är förälskade i två systrar, Henriette och änkan Mme. Darbel. Saker och ting kompliceras av deras vankelmodighet och att Lyonel blir tillfälligt blind då han drabbas av ett blixtnedslag.